# استان ترابزون
تَرابْزون یا طرابزون نام یکی از ۸۱ استان ترکیه است که مرکز آن شهر ترابزون است.

محل استان ترابزون در نقشه ترکیه